# Guillaume Fouquet de La Varenne
Pour les articles homonymes, voir Fouquet.
Guillaume Fouquet, seigneur de La Varenne (ou Varanne, ou Varane, à La Flèche), était un homme d'État français, né à La Flèche le 13 décembre 1560 , et mort le 7 décembre 1616.

## Biographie

### Naissance et ascension auprès d'Henri IV

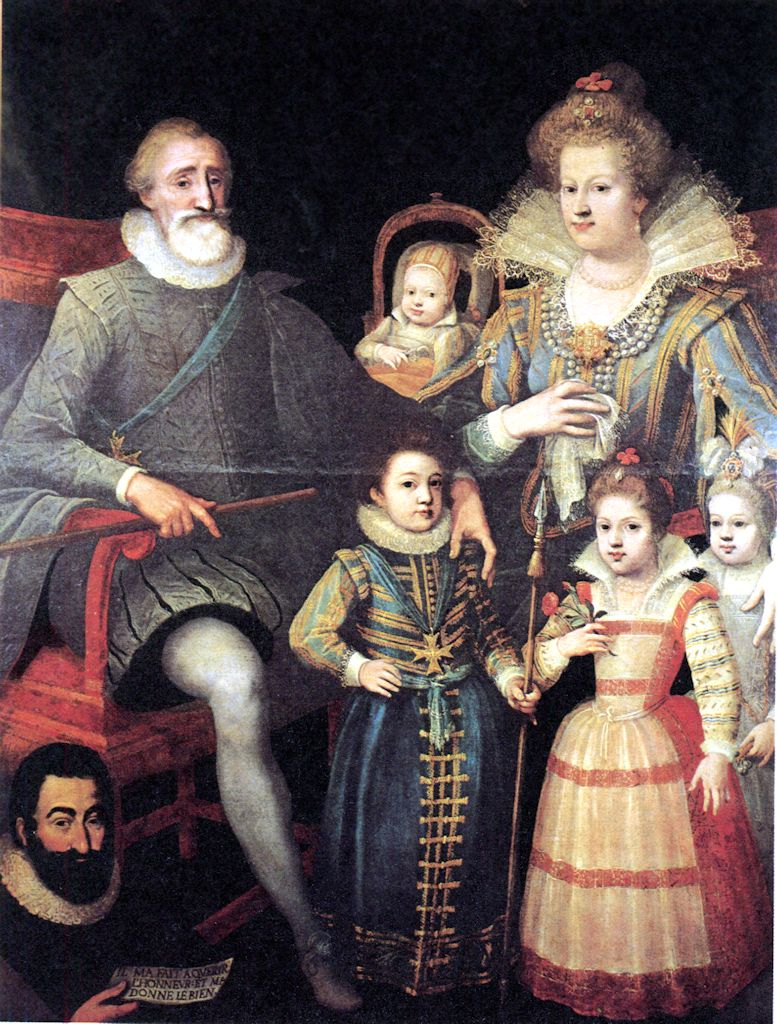
Tableau attribué à Frans Pourbus le Jeune : Henri IV et la famille royale. En bas, Fouquet de la Varenne avec cette légende : « Il m'a fait acquérir l'honneur et m'a donné le bien ».

Guillaume Fouquet n'est pas issu d'une famille noble, mais d'une famille bourgeoise de La Flèche. Son père, Martin Fouquet, était l'écuyer de cuisine de Françoise d'Alençon, duchesse de Vendôme, en sa seigneurie de La Flèche. Après le décès de la duchesse en 1550, Martin Fouquet remplit les mêmes fonctions auprès du fils de Françoise d'Alençon, Antoine de Bourbon, époux de Jeanne d'Albret, puis auprès de leur fils, le jeune Henri de Navarre, futur roi sous le nom d'Henri IV.
Guillaume Fouquet entame ses études à Paris, puis en 1578, par l'intermédiaire de son père, il entre au service de Catherine de Bourbon, la sœur du futur roi. C'est là qu'Henri de Navarre le remarque et qu'il décide de l'engager en qualité de portemanteau en 1580. Guillaume Fouquet entre ainsi au service du futur roi et participe activement aux évènements importants du règne, jusqu'à l'assassinat d'Henri IV en 1610. Très vite, Guillaume Fouquet montre ses qualités de soldat et de diplomate. En 1580, il prend la place forte d’Angoulême, tenue par les Ligueurs, et fait prisonnier le lieutenant de la ville. Quelques années plus tard, il se distingue au cours des batailles de Coutras, d'Arques, d'Ivry et de Fontaine-Française. Henri IV le charge ensuite de missions diplomatiques, à Londres ou en Espagne.
À Metz, en 1603, Fouquet présente au roi les pères jésuites de Verdun, désireux d'obtenir le rétablissement de leur ordre dans le royaume. Quelques mois plus tard, Henri IV signe l'édit de Rouen autorisant le retour des Jésuites en France et entraînant la création du Collège royal de La Flèche.
Le roi octroie rapidement de hautes charges à Guillaume Fouquet : il le nomme tour à tour « conseiller en ses Conseils d'État et privé », capitaine et gouverneur des ville et château de La Flèche, puis d'Angers, chevalier de l'ordre de Saint-Michel et contrôleur général des Postes. Fouquet reçoit ses lettres de noblesse en 1598. À une date indéterminée il devient le premier seigneur engagiste de La Flèche, et il l'est aussi de la baronnie de Ste-Suzanne en septembre 1604.
Au lendemain de la mort du roi, Fouquet de la Varenne rappelle à la reine-mère Marie de Médicis la promesse qu'Henri IV avait faite de voir son cœur reposer dans l'église du collège de La Flèche. Le cœur du défunt roi est alors confié aux Jésuites et apporté à La Flèche où le cortège fait son entrée au matin du 4 juin 1610. La mort d'Henri IV atténue le rôle de Fouquet à la cour. Il est cependant confirmé lieutenant-général de la province d'Anjou en octobre 1613, puis en 1616 les fiefs composant les terres de la Varenne sont érigées en marquisat par le roi Louis XIII.
Guillaume Fouquet de la Varenne meurt le 7 décembre 1616 dans son château de la Varenne, magnifique demeure entre le Loir, l'actuelle Grande-Rue et la rue de la Tour d'Auvergne à La Flèche. Conformément à la faveur qu'il avait obtenue du roi, son tombeau est édifié au pied de l'urne contenant le cœur d'Henri IV dans l'église du Collège royal.

### Gouverneur de La Flèche
Le 13 novembre 1590, Henri IV récompense Guillaume Fouquet de la Varenne en lui octroyant la charge de « capitaine et gouverneur des ville et château de La Flèche ». Plus tard, Henri IV lui cède par engagement les terres de la seigneurie de La Flèche qu'il tenait de la famille d'Alençon : Guillaume Fouquet de la Varenne devient ainsi le premier seigneur engagiste de la cité.
En vingt ans, l'action de Fouquet transforme complètement la ville. En 1593, il fait construire une enceinte fortifiée et rétablit l'élection de La Flèche, qui devient l'une des plus riches de la généralité de Tours. En 1595, il entreprend la reconstruction du pont du Carmes et obtient d'Henri IV l'établissement d'un siège présidial et d'une cour prévôtale. En 1597, le pavage des rues est entrepris puis en 1599, des foires franches exemptes de droits féodaux sont instaurées. En 1603, il participe avec le roi à la création du collège royal des Jésuites dans le Château-Neuf qu'Henri IV tenait de sa grand-mère, Françoise d'Alençon.
Dans le même temps, Guillaume Fouquet fait édifier le château de la Varenne, dont les travaux s'étaleront jusqu'en 1606 et qui sera considéré au début du XVIIIe siècle comme la plus belle maison de particulier qu'il y ait dans aucune ville de France. Installé entre le Loir, l'actuelle Grande-Rue et la rue de la Tour d'Auvergne, le château se composait d'un corps de logis de trois étages encadré de deux ailes en potence.

## Alliances et descendances
Guillaume Fouquet de la Varenne se marie deux fois. Il épouse d'abord Catherine Foussard, issue comme lui d'une famille de la bourgeoisie fléchoise. De cette union naissent trois enfants : 
- Guillaume, né vers 1584, qui deviendra évêque d'Angers en 1616,
- René, né en 1586 et qui succédera à son père dans toutes ses charges fléchoises : Postérité,
- Catherine, née en 1590, qui épouse Claude de Bretagne d'Avaugour en 1609 : d'où Marie d'Avaugour, duchesse de Rohan-Montbazon par son mariage en 1628 avec Hercule de Rohan.

Après le décès de Catherine Foussard en 1605, Guillaume Fouquet de la Varenne s'unit à Jeanne de Poix, dont il n'aura aucun enfant.

## Héraldique
| Blason | Blasonnement : De gueules à la levrette passante d'argent au collier d'azur semé de fleurs de lys d'or. Commentaires : Armes des Fouquet de la Varenne. |

### Le château des Fouquet de la Varenne à La Flèche auXVIIesièclePierre Schilte
- Pierre Schilte, Le château des Fouquet de la Varenne à La Flèche au XVIIe siècle, Le Mans, Imprimerie Martin, 1987-1988, 143 p.

### Guillaume Fouquet de la Varenne, ministre de Henri IV, surintendant général des PostesGérard Morteveille
- Gérard Morteveille, Guillaume Fouquet de la Varenne, ministre de Henri IV, surintendant général des Postes, Bonchamp, Imprim'services, 2010, 88 p.

1. 1 2  p. 15
2. 1 2  p. 17
3. 1 2  p. 18
4. ↑  p. 28
5. ↑  p. 21-22
6. ↑  p. 22
7. ↑  p. 31
8. ↑  p. 32
9. 1 2  p. 26
10. 1 2  p. 27
11. ↑  p. 29
12. ↑  p. 25